# Auro de Moura Andrade
Auro Soares de Moura Andrade (Barretos, 19 de septiembre de 1915 - São Paulo, 29 de mayo de 1982) fue un abogado y político brasileño. Como presidente del Senado Federal del Brasil, le correspondió declarar vacante la presidencia de la República en 1964, lo cual formalizó el golpe de Estado en Brasil de 1964.

## Primeros años
Nació en el seno de una adinerada familia de agricultores del interior de São Paulo, hijo del ganadero Antônio Joaquim de Moura Andrade, conocido como «el rey del ganado».
Se graduó en Derecho en la Facultad de Derecho del Largo São Francisco (FD-USP), donde desarrolló una intensa actividad política, señalando su futuro en la vida pública brasileña.
Como director de los diarios A Urna («La urna») y O Demócrata («El demócrata»), fue opositor al gobierno de Getúlio Vargas, quien acabó cerrando los periódicos.
Fue abogado y ocupó diversos cargos en el estado de São Paulo, siendo también director de la Asociación Comercial.

## Carrera política

En 1962.

En 1947 fue elegido diputado estatal por la Unión Democrática Nacional (UDN) y, en 1950, diputado federal. En 1954 fue elegido senador por el Partido Laborista Nacional (PTN). Se afilió al Partido Social Demócratico (PSD), en el que pronto destacaría. En 1961 fue elegido presidente del Senado, donde permanecería durante siete años, siempre reelegido.
En 1958 fue derrotado en su candidatura a gobernador del estado de São Paulo, cuando Carvalho Pinto fue elegido para el cargo con el apoyo de Jânio Quadros.
En 1962 fue reelegido senador por São Paulo, con más de un millón de votos.

## Dimisión de Jânio Quadros
Era presidente del Congreso cuando Jânio Quadros dimitió en agosto de 1961. Recibió la carta de renuncia e inmediatamente convocó al Congreso. En menos de cinco minutos leyó la carta, informó que Quadros ya no estaba en Brasilia e invitó a los parlamentarios a la toma de posesión de su sucesor constitucional, que se produciría en diez minutos. Veinte minutos después de la llamada, declaró vacante el cargo presidencial. Un diputado le arrojó un micrófono y otro intentó arrebatarle la carta, pero en menos de media hora tomó juramento a Ranieri Mazzilli, presidente de la Cámara de Diputados. Su argumento para no convocar al vicepresidente João Goulart a ocupar el cargo inmediatamente era que Goulart se encontraba en China en viaje oficial.
Desempeñó un papel importante en el cambio de Brasil a un régimen parlamentario, lo que hizo posible que Goulart asumiera la presidencia de la República. Junto a Mazzili y Ernesto Geisel, recibió a Goulart en el aeropuerto cuando regresaba a Brasilia el 5 de septiembre. Fue invitado a ocupar el cargo de primer ministro, siempre que dejara una carta escrita de renuncia en manos del presidente. Se negó a aceptar la imposición y dijo a Goulart que tal sugerencia le convertiría a él (Moura Andrade) «no en el primer ministro, sino en el último»

## Golpe de 1964

En 1960.

En marzo de 1964, Moura Andrade participó, en São Paulo, de la Marcha de la Familia con Dios por la Libertad, un acto público contra el gobierno. El 30 del mismo mes lanzó un manifiesto a la nación declarando la ruptura entre el legislativo y el ejecutivo, llamando a las fuerzas armadas a tomar una posición en defensa de las instituciones.
Al día siguiente estalló el golpe de Estado de 1964, y aún con el entonces presidente Goulart desarrollando sus actividades en suelo brasileño, Moura Andrade, en una tumultuosa sesión del congreso presidida por él, declaró vacante la presidencia, para luego dirigirse personalmente a pie, al frente de una legión de congresistas, hasta el Palacio de Planalto, para inaugurar al diputado Ranieri Mazzilli como presidente de la República. Declaró ese día, antes de finalizar la sesión:

Há sob a nossa responsabilidade a população do Brasil, o povo, a ordem. Assim sendo, declaro vaga a Presidência da República e, nos termos do art. 79 da Constituição, declaro presidente da República o presidente da Câmara dos Deputados, Ranieri Mazzilli.
Somos responsables de la población de Brasil, del pueblo, del orden. Por lo tanto, declaro vacante la Presidencia de la República y, de conformidad con el Art. 79 de la Constitución, declaro Presidente de la República al Presidente de la Cámara de Diputados, Ranieri Mazzilli.

Fue propuesto por varios parlamentarios para componer, como vicepresidente, la fórmula que elegiría presidente al mariscal Humberto Castelo Branco, sin embargo, renunció a su candidatura en la segunda vuelta de aquella elección indirecta, el 11 de abril de 1964, y la vacante quedó con José Maria Alkmin, quien prácticamente no tuvo oposición.
Los motivos que llevaron a Moura Andrade a declarar vacante la presidencia el 2 de abril de 1964 nunca fueron debidamente esclarecidos. El argumento dado por Moura Andrade para declarar vacante la presidencia fue que Goulart había abandonado suelo brasileño en un «momento de grave crisis», sin embargo, en ese momento Goulart se encontraba en Rio Grande do Sul, según informó la prensa de esos días y, además, se leyó una carta enviada al Congreso Nacional por Darcy Ribeiro, entonces Jefe de Gabinete de la Presidencia de la República, comunicando que el viaje de Goulart tenía carácter oficial como jefe del Estado brasileño.
Desencantado por el golpe que había ayudado a realizar, Moura Andrade, con la audacia que lo caracterizaba, declaró públicamente que Japona não era toga («Japona no es toga», japona siendo un término utilizado en Brasil para referirse al uniforme militar y toga refiriéndose a la toga de los jueces de los tribunales de justicia) cuando fue acusado levemente por un superior encargado de una investigación. Por eso, aunque gozaba de gran prestigio, fue derrotado en una convención del partido que eligió a los candidatos de Alianza Renovadora Nacional (ARENA) al Senado por São Paulo en 1970, lo que le imposibilitó postularse para un nuevo mandato.
Fue embajador de Brasil en España durante año y medio en 1968 y 1969 cuando regresó a Brasil dejando la política. Era presidente del Banco de Desarrollo del Estado de São Paulo en 1982, cuando falleció.
En retrospectiva (especialmente con el fin del régimen militar), el papel de Moura Andrade en 1964 comenzó a ser seriamente cuestionado. Muchos lo critican por, en sus funciones como presidente del Congreso Nacional de Brasil, haber brindado apoyo institucional a la toma ilegítima del poder por parte de las Fuerzas Armadas (contrariamente a la Constitución brasileña de 1946), en lugar de mantener el orden republicano y asegurar la continuidad del poder. un gobierno elegido democráticamente.